# Нортпорт (Њујорк)
Нортпорт (енгл. Northport) град је у америчкој савезној држави Њујорк.

## Демографија
По попису из 2010. године број становника је 7.401, што је 205 (-2,7%) становника мање него 2000. године.
| Група             | 2000.         | 2010.         |
| Белци             | 7.260 (95,5%) | 6.916 (93,4%) |
| Афроамериканци    | 45 (0,6%)     | 43 (0,6%)     |
| Азијати           | 95 (1,2%)     | 124 (1,7%)    |
| Хиспаноамериканци | 159 (2,1%)    | 267 (3,6%)    |
| Укупно            | 7.606         | 7.401         |